# Los Titanes de Durango
Los Titanes de Durango es una agrupación de música regional mexicana de Sergio Sánchez Ayón, nacido en 1984, especializada en el estilo norteño sinaloense, que se formó en el año 2003 a sus 18 años. El grupo está formado por tres hermanos de la sierra del estado de Durango, y por dos sinaloenses, uno de la ciudad de Culiacán, Sinaloa, y otro de la ciudad de Badiraguato, Sinaloa. Los hermanos Sánchez Ayón, siendo Sergio el mayor, Tomás nacido en 1987 y Ángel nacido en 1988 en un rancho ubicado en Canelas, Durango, México.
Desde el año 2003 al año 2016, lanzaron un total de 16 álbumes de estudios. Son conocidos por sus sencillos "Salucita de la Buena", "Hoy es Mi Cumpleaños", "Soy un Borracho", "El Loco", "El Enamorado", "Se Aceleró la Plebada", "Padre Ejemplar" y “Te Conquistaré".
Después de su breve separación en el año 2016, Los Titanes de Durango se vuelven a reunir en el año 2022 para regresar a los escenarios de la música.

## Miembros
- Sergio Sánchez Ayón (Acordeón y vocalista, Primera voz)
- Ángel Leopoldo Sánchez Ayón (Acordeón Y Segunda Voz)
- Macario Moreno (Batería)
- Jesús Aviléz (Bajo eléctrico)
- Agustín García (Bajo Quinto)

## Historia
La agrupación fue fundada en el 2003. Los Titanes de Durango citan como inspiración el estilo de vida de Sinaloa para componer sus sencillos. Llegan a la fama en el 2003 con su primer sencillo "Te Llevas mi Alegría" que sonó en todo el estado de Sinaloa y parte de Durango. Siguiendo su éxito como grupo fue en el 2004 que lanzan su nueva producción como grupo el "Maestro JT", del cual se desprende el sencillo "Beso al Viento" que sonó más en Sinaloa y también en Durango. En el 2005 lanzan su siguiente producción musical "El Pericazo" para los amantes de los evo álbum "Corridos" que era una gran recopilación de corridos pesados y corridos light. Tras irse de gira por todo Estados Unidos y parte de México, Los Titanes de Durango llegan en el 2009 con su nueva producción "Te Conquistaré" que contiene un éxito que los llevaría a la fama "Te Conquistaré" que hasta la fecha sigue sonando en parte de México y los Estados Unidos. En el 2010 lanzan dos sencillos "El Prostipirugolfo" y "El Enamorado" (uno de sus sencillos más sonados), finalmente lanzan sus nuevas producciones musicales "Los Locos del Corrido" y "Muy Afortunados" que contiene los éxitos "El Afortunado" y "Tuvo que Tubo Tubo".
Para el 2010 lanzan su primer disco de recopilación conocido como "15 Éxitos". Los Titanes de Durango son conocidos por hablar de mujeres, corridos y autos en sus canciones. Cabe destacar también que la agrupación compone sus propios temas. Para el 2012 Lanzan a la venta el disco "Los Alcapones" del cual se desprende el sencillo, "Hoy es mi Cumpleaños".
Para el 2013 lanzan su disco "Salucita de la Buena" del cual se desprenden los sencillos "Salucita de la Buena" y "Billete Mata Carita", próximamente fue estrenada en radio y tv el próximo sencillo de Los Titanes de Durango, "Enfermo Mental" composición de Sergio Sánchez Ayón y Adrián Rodríguez.
En el 2014 Lanzan su disco "Corridos Titanium" del cual se desprenden los sencillos "Vieja Corajuda" y "Amor De Niño". Para finales del 2014 lanzaron el tema "Padre Ejemplar" a dueto con Jaziel Aviléz, un niño originado de sinaloa el cual pasa las 345 millones de reproducciones en Youtube. El niño Jaziel, después de varias semanas decidió dejar su carrera musical y cumplir su sueño de abrir una carnicería en Guaymas, Sonora.

## Discografía
- La Cherokee Blindada (2004)
- El Maestro JT (2004)
- Los Hermanos Meza (2005)
- Amor Real (2007) Disa/Universal
- Se Aceleró La Plebada (2007) Disa/Universal
- Fieras Sinaloenses (2007) Disa/Universal
- Corridos (2008) Disa/Universal
- Te Conquistaré (2009) Disa/Universal
- Los Locos Del Corrido (2010) Disa/Universal
- 15 Éxitos (2010) Disa/Universal
- Muy Afortunados (2010) Disa/Universal
- Los Alcapones (2012) Disa/Universal
- Salucita De La Buena (2013) Disa/Universal
- Corridos Titanium (2014) Disa/Universal
- El Barco (2017) Titanica Records
- Borrón y Cuenta Nueva (2019) Titanica Records
- Los Caballeros (2019) Titanica Records

## Sencillos
- " El Prostipirugolfo"
- " El Enamorado"
- " Tuvo Que Tuvo"
- " Hoy Es Mi Cumpleaños"
- " El Catre"
- " Salucita de la Buena"
- " Billete Mata Carita"
- " Vieja Corajuda"
- " Amor de Niño"
- " Hola Mi Amor"
- " Beso Al Viento"
- " Enfermo Mental"